# 7 Wonders Duel
7 Wonders Duel ist ein Kartenspiel der beiden aus Frankreich stammenden Spieleautoren Antoine Bauza und Bruno Cathala. Die visuelle Gestaltung übernahm der portugiesische Illustrator Miguel Coimbra. 2016 wurde es auf der Empfehlungsliste zum Kennerspiel des Jahres 2016 aufgeführt und gewann im selben Jahr den International Gamers Award in der Kategorie Strategie. Im Vorjahr wurde es mit dem Tric Trac d’Or, dem Swiss Gamers Award und dem Golden Geek für das beste Kartenspiel ausgezeichnet.
Viele der Spielmechanismen sind dem Brettspiel 7 Wonders entnommen. Da dieses jedoch nur eine rudimentäre Variante für zwei Spieler enthält, entschlossen sich die Autoren dazu diesen Ableger für ausschließlich zwei Spieler zu entwickeln.

## Spielidee und Siegbedingungen
Die zwei Spieler übernehmen jeweils die Regentschaft einer Zivilisation der Antike. Im Laufe des Spiels baut der Spieler seine Stadt (= Gesamtheit der gesammelten Spielkarten und gebauten Wunder) in Form von Spielkarten aus, die aus der Kartenauslage genommen werden. Zusätzlich können Wunder gebaut werden, die den Spielern unterschiedliche Boni gewähren. Das Spiel läuft über drei Runden – sogenannte Zeitalter – ab, in welchen die Spielkartenauslage jedes Mal auf eine andere Art und Weise vorgenommen wird, nachdem alle Karten aus dem letzten Zeitalter von den Spielern genommen wurden.
Der Spielsieg kann auf drei verschiedene Arten und Weisen herbeigeführt werden:
- Militärische Überlegenheit – Ein Spieler ist auf der Militärleiste bis auf das letzte Feld der gegnerischen Stadt vorgerückt
- Wissenschaftliche Überlegenheit – Ein Spieler hat sechs der während einer Spielrunde insgesamt sieben verfügbaren Forschungssymbole gesammelt.
- Ziviler Sieg – Nach Ablauf des dritten Zeitalters (und insofern vorher kein Spieler die Kriterien für die militärische oder wissenschaftliche Überlegenheit erfüllt) hat der Spieler mit den meisten Siegpunkten gewonnen. Diese werden für gesammelte Karten, erbaute Wunder, militärischen und wirtschaftlichen Fortschritt sowie gesammelte Münzen verliehen.

## Inhalt
Das Spiel umfasst den folgenden Inhalt:
- 1 Spielplan mit Militär- und Forschungsleiste
- 23 Spielkarten für das erste Zeitalter
- 23 Spielkarten für das zweite Zeitalter
- 20 Spielkarten für das dritte Zeitalter
- 7 Gildenkarten
- 12 Weltwunderkarten
- 4 Militär-Plättchen
- 10 Wissenschafts-Fortschrittsplättchen
- 1 Spielfigur für die Anzeige des Status des militärischen Konflikts (Konfliktmarker)
- 31 Spielmünzen (7 Stück mit Wert 6, 10 mit Wert 3 und 14 mit Wert 1)
- 1 Wertungsblock (zur Auswertung des zivilen Siegs)
- 1 Regelheft
- 1 Spielhilfe / Kurzreferenz

## Die Spielkarten
Die Spielkarten in 7 Wonders: Duel werden als Gebäudekarten bezeichnet. Diese sind am oberen Kartenrand unterschiedlich farblich gekennzeichnet und stehen – je nach Farbe – für einen anderen Gebäudetyp mit unterschiedlichen Funktionen und Boni.
Die unterschiedlichen Gebäudetypen und ihre Funktionen sind:
- Rohstoffe (braune Karten, werden zum Bezahlen von Baukosten benötigt, produzieren Holz, Lehm oder Stein).
- Manufakturprodukte (graue Karten, werden zum Bezahlen von Baukosten benötigt, produzieren Glas oder Papyrus).
- Profangebäude (blaue Karten, bringen am Ende des Spiels Siegpunkte).
- Forschungsgebäude (grüne Karten, bringen am Ende des Spiels Siegpunkte, hat man zwei Karten mit demselben aufgedruckten Forschungssymbol gesammelt, kann man ein Forschungsplättchen aus der Auslage nehmen, diese sind Voraussetzung für den Sieg durch wissenschaftliche Überlegenheit).
- Handelsgebäude (gelbe Karten, bringen am Ende des Spiels gelegentlich Siegpunkte, produzieren Ressourcen und verschaffen dem Spieler Münzen, wenn er gezogene Karten für Einkommen abwirft).
- Militärische Gebäude (rote Karten, erhöhen die militärische Stärke des Spielers um die Anzahl an aufgedruckten Militär-Symbol, sind Voraussetzung für den Sieg durch militärische Überlegenheit).
- Gilden (violette Karten, bringen am Ende des Spiels Siegpunkte, je nachdem ob und in welcher Höhe die Voraussetzungen der Gildenkarte erfüllt wurden).

## Ablauf
Zu Beginn des Spiels wird ein Startspieler bestimmt und anschließend die Weltwunderkarten gemischt und vier zufällig gezogen. Diese stehen den beiden Spielern nun zur Auswahl, wobei der Startspieler zunächst eine, der folgende Spieler zwei und der Startspieler die letzte Karte nimmt. Dies wird einmal mit dem anderen Spieler als Beginnenden wiederholt, sodass jeder Spieler vier Weltwunderkarten besitzt. Diese werden dann vertikal ausgerichtet vor den Spielern ausgelegt.
Nun werden die Karten des ersten Zeitalters gemischt (zu erkennen am Aufdruck auf der Rückseite der Karten) und nach einem fest vorgegebenen Schema ausgelegt. Hierbei liegen einige Karten offen, andere verdeckt und die Karten überlappen einander in der Auslage. Dies stellt zugleich einen wichtigen Spielmechanismus für das spätere Kartenziehen dar, da nur solche Karten gezogen werden dürfen, die nicht von einer anderen Karte verdeckt sind. Drei Karten sind nach der Auslage in jedem Zeitalter übrig – diese werden in die Spielschachtel zurückgelegt.
Die Spieler führen nun abwechselnd ihre Spielzüge aus, wobei jeder mit dem Ziehen einer nicht durch andere Karten verdeckten Karte aus der Auslage beginnt.
Anschließend ist folgendes möglich:
1.) Das Gebäude errichten
Soll das Gebäude auf der Karte errichtet werden, so muss der Spieler die links oben auf der Karte abgedruckten Baukosten zahlen und legt seine Karte anschließend in die Stadtauslage vor sich ab. Einige Karten setzen keine Baukosten voraus und können somit gratis errichtet werden. Einige Gebäude können entweder durch die Baukosten oder kostenlos durch den Besitz einer anderen Karte gebaut werden, dies ist durch ein weißes Symbol gekennzeichnet, welches auf beiden Karten unter oder neben den Baukosten abgedruckt ist.
Das Begleichen der Baukosten erfolgt durch das Zahlen von Münzen an die Bank und/oder das Besitzen von Ressourcenkarten (braune Gebäudekarten mit den Rohstoffen Holz, Lehm und Stein, graue Gebäudekarten mit den Manufakturprodukten Glas und Papyrus, gelbe Gebäudekarten und einiger Weltwunder mit Rohstoff- bzw. Manufakturproduktsymbolen) der auf der Gebäudekarte aufgedruckten Menge. Verfügt der Spieler selbst nicht über die ausreichende Menge an Ressourcenkarten, so kann er diese bei der Bank gegen eine Gebühr kaufen.
Der Preis für zu kaufende Rohstoffe richtet sich hierbei nach der Summe der Ressourcensymbole auf braunen und grauen Gebäudekarten des Gegners. Hierzu werden zwei Münzen addiert und die Summe an die Bank gezahlt. Der gegnerische Spieler kann diesen Rohstoffkauf nicht verbieten.
2.) Die Karte abwerfen und dafür Münzen aufnehmen
Wirft der Spieler die Karte ab, wird diese auf einen Ablagestapel gelegt. Dieser kann jederzeit von beiden Spielern durchgesehen werden. Der Spieler erhält dann zwei Münzen zuzüglich zu seinen in seiner Stadt vorhandenen Handelsgebäude (gelbe Gebäudekarten).
3.) Ein Wunder mit der Karte erbauen
Wünscht der Spieler ein Wunder mit der gezogenen Gebäudekarten zu erbauen, so müssen die Baukosten für das Wunder bezahlt und dies um 90° in die horizontale Ausrichtung gedreht werden, um anzuzeigen, dass es errichtet wurde.
Die gezogene Karte, wird so unter das erbaute Weltwunder geschoben, dass die aufgedruckte römische Ziffer des Zeitalters sichtbar bleibt. Es gilt zu beachten, dass im gesamten Spielverlauf insgesamt maximal 7 Weltwunder von beiden Spielern in der Summe gebaut werden dürfen (Ein Spieler wird also eines seiner Wunder nicht bauen können).
Es wird so lange gespielt, bis alle Karten aus einem Zeitalter gezogen wurden. Anschließend werden die Karten des nächsten Zeitalters gemischt und wie im Regelheft abgebildet ausgelegt. Der militärisch schwächere Spieler entscheidet, wer im kommenden Zeitalter Startspieler ist. Besteht Gleichstand, entscheidet der Spieler, der im letzten Zeitalter die letzte Karte ausgespielt hat.
Das dritte Zeitalter stellt insofern eine Besonderheit dar, als dass nachdem drei der 20 Gebäudekarten weggelegt wurden vor der Auslage, drei zufällig gezogene Gildenkarten eingemischt werden.
Werden während eines Zeitalters die Bedingungen für die militärische oder wissenschaftliche Überlegenheit erreicht, so endet das Spiel sofort mit dem Sieg für den überlegenen Spieler. Ist dies nicht der Fall, wird das dritte Zeitalter zu Ende gespielt und der Gewinner zum Schluss durch Addition der Siegpunkte ermittelt.

## Promos
Auf der Spiel in Essen, wurden bislang zwei Wunderkarten als kostenlose Erweiterung für das Spiel an Besucher der Messe verschenkt. Diese wurden später auch im Rahmen des Asmoplay-Programms an ausgewählte Einzelhändler zur kostenlosen Verteilung verschickt.  Dieses enthält neben den Wunderkarten auch Metallmünzen als Substitut für die im Spiel enthaltenen Münzen aus Karton und einen Ersatz aus Metall für den Konfliktmarker.
Folgende Promokarten wurden bislang verteilt:
- Messe (2015) – Der Spieler, der die Messe erbaut, darf eine der Karten aus der obersten Reihe der Kartenauslage kostenfrei errichten, auch wenn diese regulär noch nicht verfügbar wäre. Die Messe ist am Ende des Spiels zwei Siegpunkte wert.
- Freiheitsstatue (2016) – Wird die Freiheitsstatue erbaut, darf der Spieler sich die drei Karten, welche nach der Auslage des Zeitalters in die Spielschachtel zurückgelegt wurden nehmen und darf eine davon kostenfrei errichten. Eine andere muss auf den Ablagestapel gelegt werden, die letzte Karte, darf der Gegenspieler kostenfrei errichten. Die Freiheitsstatue ist am Ende des Spiels fünf Siegpunkte wert.

Auf der UK Games Expo 2017 wurde die Promokarte Stonehenge verteilt – diese verfügt – neben den neun Siegpunkten – sonst über keine Funktion.

## Erweiterungen

### Pantheon
Knapp ein Jahr nach der Veröffentlichung des Hauptspiels wurde 2016 die erste Erweiterung 7 Wonders Duel: Pantheon veröffentlicht.
Diese führt als zusätzlichen Spielmechanismus – und damit auch als zusätzliche Komplexitätsstufe – Götter des Pantheons ein. Diese können Spieler im Laufe des ersten Zeitalters über Mythologie-Plättchen, die auf im Spielplan festgelegte Karten der Kartenauslage des ersten Zeitalters positioniert werden, für sich gewinnen.
Die je Bereich enthaltenen drei Götterkarten sind hierbei thematisch in fünf Kategorien unterteilt:
- Ägyptisch – Weltwunder (Anubis, Isis, Ra)
- Griechisch – Profanes (Aphrodite, Hades, Zeus)
- Mesopotamisch – Forschung (Enki, Ishtar, Nisaba)
- Phönizisch – Handel (Astarte, Baal, Tanit)
- Römisch – Militär (Mars, Minerva, Neptun)

Zieht man eine Karte, auf der ein Mythologieplättchen gelegen hat, darf man sich den Götterkartenstapel der zu diesem Plättchen passt durchsehen und eine Karte daraus im neuen Pantheon-Spielplan, welcher über die Militärleiste des Hauptspiels gelegt wird verdeckt platzieren. Je nachdem, in welchem Slot des Pantheons die Karte platziert wurde, kann der Spieler sie entweder ab dem zweiten Zeitalter für mehr oder weniger Gold aktivieren und den Einfluss des Gottes so für sich gewinnen und damit den Kartenffekt aktivieren. Der Gegner kann dies allerdings auch. So ist es wichtig, die Götter in den richtigen Slots zu platzieren, aber auch die Aktivierung zum richtigen Zeitpunkt auszuführen.
Zusätzliche Opfergaben-Plättchen können die Kosten zur Aktivierung eines Gottes vermindern.
Weiterhin enthält die Erweiterung zwei neue Wunderkarten (Das göttliche Theater und das Heiligtum) sowie drei neue Wissenschafts-Fortschrittsplättchen. Diese werden zu Beginn des Spiels zu denen des Hauptspiels gegeben und werden nach der oben beschriebenen Anleitung verteilt.
Im dritten Zeitalter werden die im Hauptspiel enthaltenen Gilden durch Großtempel ersetzt. Diese haben gleiche oder ähnliche Karteneffekte wie die Gilden, berücksichtigen aber auch die Präsenz und Effekte der Götter.

### Agora
Ende 2020 erschien die zweite Erweiterung zu 7 Wonders Duel namens Agora.
Mit der Erweiterung halten Senatoren Einzug ins Spiel, die ihren Einfluss in den Senatskammern geltend machen. Ihr müsst versuchen, die Kontrolle über diese Kammern zu erringen, um von Dekreten zu profitieren, oder ihr setzt auf Verschwörer, die darauf aus sind, die politische Situation zu ihren eigenen Gunsten zu manipulieren. Darüber hinaus wird in dieser Erweiterung auch eine neue Siegbedingung eingeführt: die politische Überlegenheit.